# Österreichischer Rundfunk

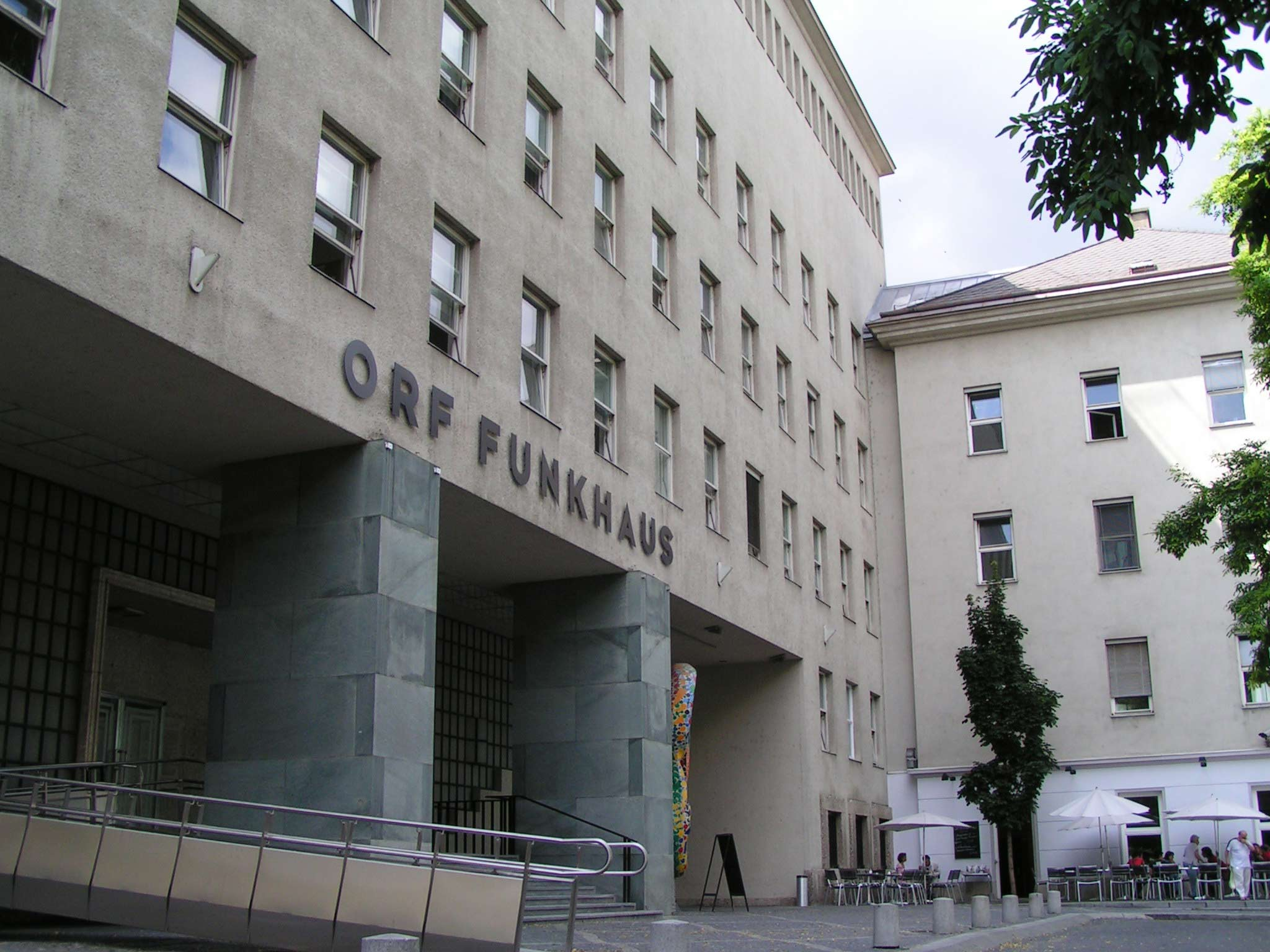
ORF-gebouw in Wenen

De Österreichischer Rundfunk of ORF is de Oostenrijkse publieke omroep.
De omroep heeft zijn hoofdzetel in Wenen. Naast de vestiging in Wenen zijn er ook in alle hoofdsteden van de deelstaten zogenaamde "Landesstudios". Vanuit deze studio's worden de regionale programma's verzorgd. Daarnaast is er een speciale "Landesstudio" in Bozen in Zuid-Tirol. In de Zuid-Tiroler autonomiewet is namelijk opgenomen dat de Oostenrijkse televisie- en radiozenders ook in Zuid-Tirol moeten worden uitgezonden. Hiervoor is een zelfstandige firma verantwoordelijk, de RAS.

## Televisie
Voor de televisie zijn er twee landelijke zenders namelijk ORF 1 en ORF 2 (vroeger ook wel FS1 en FS 2 genoemd). Om 19 uur wordt via de zenders van ORF 2 een lokaal programma uitgezonden. Om 18:30 uur is er een speciaal programma voor Zuid-Tirol.
ORF 2 is de best bekeken zender in Oostenrijk, gevolgd door ORF 1. De commerciële zenders ATV en Puls 4 halen gemiddeld 200.000 kijkers. Concurrentie voor de kijkcijfers komt van de zenders uit Duitsland die ook overal te ontvangen zijn in Oostenrijk (Das Erste, ZDF, Sat.1 & RTL Television). De commerciële zenders uit Duitsland zenden voor Oostenrijk aparte reclameblokken en nieuwsuitzendingen uit via Satelliet en Digitale TV.
De twee landelijke zenders worden niet alleen terresterisch uitgezonden maar ook via satelliet. Via de satelliet worden ook nog de ORF zenders ORF 3 (cultuur en toerisme),  ORF Sport Plus (sport), GOTV (muziek), OE3 en ORF2 Europe uitgezonden. De programma's van de ORF zijn gecodeerd met uitzondering van ORF2 Europe en GOTV, die zijn vrij te ontvangen. Met een schotelantenne zijn deze vrije Oostenrijkse zenders ook in Nederland en België te ontvangen. In februari 2005 was de ORF in onderhandeling met Europese kabelstations om te kijken of ORF2 Europe ook via de kabel kon worden doorgegeven.
Sinds juni 2000 werkt de ORF samen met de Duitse regionale omroep Bayerischer Rundfunk in de zender BR Alpha. Dit houdt in dat er vanaf maandag tot en met vrijdag vanaf 21:00 Alpha Österreich er is. Gedeeltelijk zijn dit programma's die ook op ORF 1 en 2 te zien zijn maar voor ongeveer 90 uur zendtijd worden er speciale programma's voor Alpha Österreich gemaakt.
De ORF is ook deelnemer aan de cultuurzender 3sat, samen met de Zwitserse SRG en de Duitse omroepen ARD en ZDF. Dit is een reclamevrije zender met cultuur- en nieuwsprogramma's uit deze Duitstalige landen.
Sinds april 2001 is de ORF ook geassocieerd lid van de cultuurzender Arte.
RTV Slovenija zendt het ORF-programma "Dober dan, Koroška" uit.
TW1 werd in het Najaar 2011 opgedoekt en vervangen door de cultuur & actualiteitszender ORF 3(ORF III)

### Zenders
- ORF 1 (ook in HD als ORF 1 HD), shows, buitenlandse series, films, sport (voetbal (Bundesliga (Oostenrijk), ÖFB Pokal, UEFA Europa League), Formule 1, wintersport)
- ORF 2 (ook in HD als ORF 2 HD), regionaal nieuws, volksmuziek, cultuur, documentaires, talkshows
- ORF III (ook in HD), Cultuur, Documentaires, Actualiteit(Voorheen TW1, Toerisme & Sport)
- ORF Sport Plus (ook in HD) (via satelliet en kabel), sportkanaal
- ORF 2 Europe (via satelliet), overzicht van ORF 2 programma's (Alleen Oostenrijkse producties)

## Radio

### Landelijk
- Ö1, deze zender zendt vooral informatie en klassieke muziek uit zonder reclame;
- Hitradio Ö3, dit is de jongeren- en popzender van de ORF, Meest beluisterde zender van Oostenrijk met een marktaandeel van rond de 40%, via satellietpositie Astra 19,2°O in heel Europa ook te zien op een tv-kanaal;
- FM4, een vooral Engelstalige zender met overwegend alternatieve muziek;

### Ö2
Met Ö2 worden de regionale zenders van de ORF die in elk van de 9 deelstaten van Oostenrijk uitzendt bedoeld. Op deze zenders wordt enkel regionaal nieuws, sport (voetbal, ijshockey & wintersport) en evenementen uitgezonden in combinatie met volksmuziek, schlagers en oldiesmuziek. In elke deelstaat is de regionale zender marktleider. Sommige zenders zijn in meerdere deelstaten te beluisteren.
- Radio Burgenland (Burgenland)
- Radio Kärnten (Karinthië)
- Radio Niederösterreich (Neder-Oostenrijk)
- Radio Oberösterreich (Opper-Oostenrijk)
- Radio Salzburg (Salzburg)
- Radio Steiermark (Stiermarken)
- Radio Tirol (Tirol)
- Radio Vorarlberg (Vorarlberg)
- Radio Wien (Wenen)

Radio Wien (Wenen), heeft meer een Adult-Contemporary-formaat.
Al deze bovenstaande zenders zijn via de schotel vrij te ontvangen. Sinds 21 maart 2004 is de ORF in samenwerking met AKO Lokalradio begonnen met de regionale zender Radio DVA-AGORA. Dit is een regionale zender voor de provincie Karinthië in het Sloveens.
Ten slotte verzorgt de ORF internationale radio-uitzendingen via de volgende programma's:
- Radio Österreich 1 International
- Radio 1476 (Middengolf 1476)

## Directie
De directeur van de ORF wordt "Intendant" of "Intendantin" genoemd en wordt voor vijf jaren gekozen. De directeur gaat over het hele omroepbedrijf. De "Landesstudios" worden door regionale directeuren geleid, maar die staan onder de Intendant. De laatste wisseling vond op 1 januari 2007 plaats. Toen werd Alexander Wrabetz voor vijf jaar gekozen. Tot nu toe waren de volgende mensen Intendant van de ORF:
- 1924–1938: Oskar Czeija
- 1960–1967: Josef Scheidl
- 1967–1974: Gerd Bacher
- 1974–1978: Otto Oberhammer
- 1978–1986: Gerd Bacher
- 1986–1990: Thaddäus Podgorski
- 1990–1994: Gerd Bacher
- 1994–1998: Gerhard Zeiler
- 1998–2001: Gerhard Weis
- 2002–2006: Monika Lindner
- 2007-2021: Alexander Wrabetz
- vanaf 2022: Roland Weißmann

Gerhard Zeiler nam in 1998 de leiding over van de Duitse commerciële zender RTL Television (vroeger RTL+). Dit deed hij tot en met september 2005. Sinds maart 2003 geeft hij leiding aan de hele RTL-groep.

## Programma's
- Millionenshow (Weekend miljonars)
- Newton
- Musikantenstadl
- Wetten, dass..?